# Bernhard Breithaupt
Bernhard Breithaupt (* um 1834; † 6. März 1911 in Blankenburg (Harz)) war ein deutscher Verwaltungsjurist.

## Leben
Bernhard Breithaupt studierte an der Georg-August-Universität Göttingen. 1854 wurde er Mitglied des Corps Brunsviga Göttingen. Nach dem Studium und der Promotion trat er in den Staatsdienst des Herzogtums Braunschweig ein. Von 1886 bis 1888 war er Leiter der Polizeidirektion Braunschweig. Von 1888 bis 1905 war er Kreisdirektor des Landkreises Blankenburg. Seinen Ruhestand verbrachte er in Blankenburg (Harz).